# Tirespor
Tirespor ist ein türkischer Fußballverein aus dem Landkreis Tire der Provinz Izmir. In den Jahren 1973 bis 1983 war der Verein ständiges Mitglied der TFF 1. Lig und spielt seit 1992 in der regionalen Amateurliga. In der Zweitligaspielzeit 1973/74 spielte der Klub als Provinzmannschaft die gesamte Spielzeit um den Aufstieg und verpasste diesen mit nur zwei Punkten Unterschied auf den Meister Zonguldakspor auf dem 3. Tabellenplatz.

## Geschichte

### Gründung
Der Klub wurde ursprünglich in den 1960er Jahren als Tirespor gegründet und etablierte sich als Talentschmiede. So wurde 1967 Mehmet an Mersin İdman Yurdu verkauft. Zudem wurde 1968 der Torhüter Mustafa Güngören an Altınordu Izmir angegeben, welcher später zum türkischen Traditionsklub Beşiktaş Istanbul wechselte.
Im Rahmen eines Projektes für die landesweite Etablierung und Förderung des professionellen Fußballbetriebs, das der türkische Fußballverband (TFF) in den 1960er Jahren gestartet hatte, wurde im Sommer 1967 die dritthöchste professionelle Fußballliga, die 3. Lig, mit heutigem Namen TFF 2. Lig, eingeführt. Darüber hinaus wurde verkündet, dass man nach Erfüllung bestimmter Auflagen eine Ligateilnahme beantragen könne. So wurde die Liga in den nachfolgenden Spielzeiten stetig erweitert, da immer mehr Teams die Auflagen erfüllten und die Teilnahme an der 3. Lig beantragten. Um die Stadtentwicklung voranzutreiben, bemühten sich auch in Tire mehrere Stadtnotabeln, allen voran Ayhan Gülcüoğlu, darum mit Tirespor die Auflagen zu erfüllen und an der 3. Lig teilzunehmen. Da die enorme Nachfrage an der Teilnahme über den Erwartungen lag, erklärte der Fußballverband, keine neuen Vereinsgründungen im Profibereich zuzulassen und nur noch Teams in die 3. Lig aufzunehmen, die bereits als eingetragener Verein angemeldet waren. Da Tirespor zu diesem Zeitpunkt keine offizielle Anmeldung als eingetragener Verein beim nationalen Fußballverband besaß, war eine Teilnahme an der 3. Lig nicht möglich. Um diese Aufnahmeklausel zu umgehen, übernahmen einige Kreisstädte weniger gefragte aber bereits als eingetragener Verein angemeldete Vereine der größeren Ballungszentren wie Istanbul oder Izmir und holten diese Verein zu sich in die Stadt.
So wurde im Sommer 1970 der eher unbekannte Verein Izmir Egespor aus der Provinzhauptstadt Izmir aufgekauft und in Tire Egespor umbenannt. Daher wurde als Gründungsjahr 1970 im Vereinslogo geführt. Gülcüoğlu wurde anschließend zum ersten Vereinspräsident gewählt. Nachdem man mit diesem neugegründeten Verein die Auflagen erfüllt hatte, bestätigte der türkische Fußballverband die Teilnahme.

### Einstieg in den Profifußball
Nach der Teilnahmebestätigung des TFF nahm Tire Egespor in der Spielzeit 1970/71 an der 3. Lig teil und belegte zum Saisonende den 14. Tabellenplatz der Gruppe Weiß. Der Verein wurde von vielen Medien bereits damals synonym zu Tire Egespor auch als Tirespor bezeichnet.

### Aufstieg in die 2. Lig und die Zweitligaspielzeiten
Nachdem man in der Drittligasaison 1971/72 gegen den Abstieg gespielt und den Klassenerhalt zum Saisonende erreicht hatte, startete man auch durchwachsen in die Saison 1972/73. Zur Rückrunde dieser Spielzeit übernahm Kadri Aytaç bei Tire Egespor das Traineramt. Unter Aytaç übernahm Tire Egespor schnell die Tabellenführung und führte über die gesamte Zeit souverän die Tabelle an. Zum Saisonende erreichte man die Meisterschaft der 3. Lig und stieg in die höchste türkische Spielklasse, in die 2. Lig, auf. In die 2. Lig aufgestiegen, trainierte Aytaç eine weitere Saison den mittlerweile in Tirespor umbenannten Verein. In die 2. Lig aufgestiegen spielte man als Provinzmannschaft die gesamte Spielzeit um den Aufstieg und verpasste diesen mit nur zwei Punkten Unterschied auf den Meister Zonguldakspor auf dem 3. Tabellenplatz.
Nach dieser erfolgreichsten Saison der Vereinsgeschichte verließ Aytaç den Verein. Die nachfolgenden Spielzeiten spielte man überwiegend gegen den Abstieg und erreichte sogar einige Mal den Klassenerhalt nur deswegen, weil die jeweilige Spielzeit ohne Abstieg gespielt wurde.

### Abstieg in die Amateurliga und erneuter Aufstieg in die 3. Lig
Nachdem man die Zweitligaspielzeit 1982/83 mit sechs Punkten Unterschied zum Vorletzten als Tabellenletzter beendet hatte, musste der Verein nach zehnjähriger Zweitligazugehörigkeit regionale Amateurliga absteigen. Da zum Sommer 1980 die dritthöchste türkische Spielklasse abgeschafft wurde, mussten die Zweitligaabsteiger in die regionale Amateurliga absteigen.
Bereits nach einer Saison wurde die 3. Lig wiedereingeführt und mehrere Teams von den regionalen Amateurligen in diese Liga aufgenommen. In die 3. Lig wiederaufgenommen spielte man überwiegend gegen den Abstieg. Für die Spielzeit 1990/91 lockte man mit verhältnismäßig hohen Versprechungen mehrere gestandene Spieler wie İrfan Ertürk an. Nachdem man die Versprechungen nicht einhalten konnte, verließen diese Spieler den Verein. Durch die Misswirtschaft der Vereinsführung geriet der Verein in immer größere finanzielle Schwierigkeiten, sodass man letztendlich zum Ende der Spielzeit 1991/92 in die regionale Amateurliga abstieg.

### Aktuelle Situation
Nach dem Abstieg in die Amateurliga zum Sommer 1992 erholte sich der Verein nicht mehr und spielt seither in den unteren Amateurligen.

## Ligazugehörigkeit
- 2. Liga: 1973–1983
- 3. Liga: 1970–1973, 1984–1992
- Amateurliga: 1983–1984, seit 1992

## Bekannte ehemalige Spieler
- Yasin Avcı
- İrfan Ertürk
- Mustafa Güngören
- Asil Gürcan
- Rasin Gürcan
- Tahir Karapınar

## Bekannte ehemalige Trainer
- Kadri Aytaç
- Bayram Erbil
- Yılmaz Gökdel